# وودستوك (فيرمونت)
وودستوك (بالإنجليزية: Woodstock, Vermont)‏ هي بلدة تقع بولاية فيرمونت في الولايات المتحدة. تبلغ مساحتها 115.6 (كم²)، وترتفع عن سطح البحر 345 م، بلغ عدد سكانها 3048 نسمة في عام 2010 حسب إحصاء مكتب تعداد الولايات المتحدة .

## معرض صور

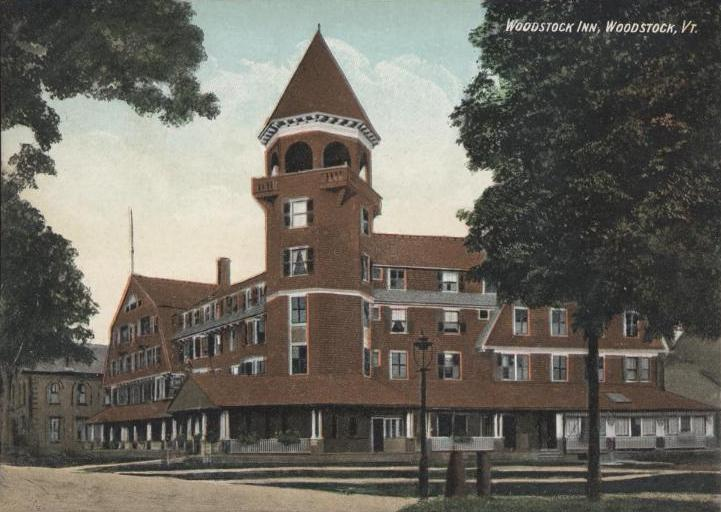
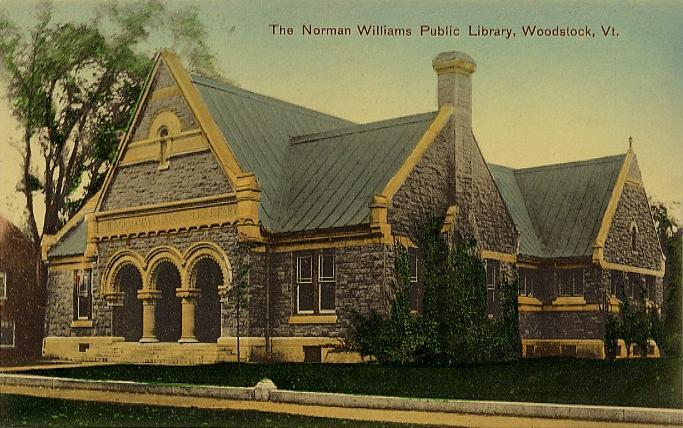
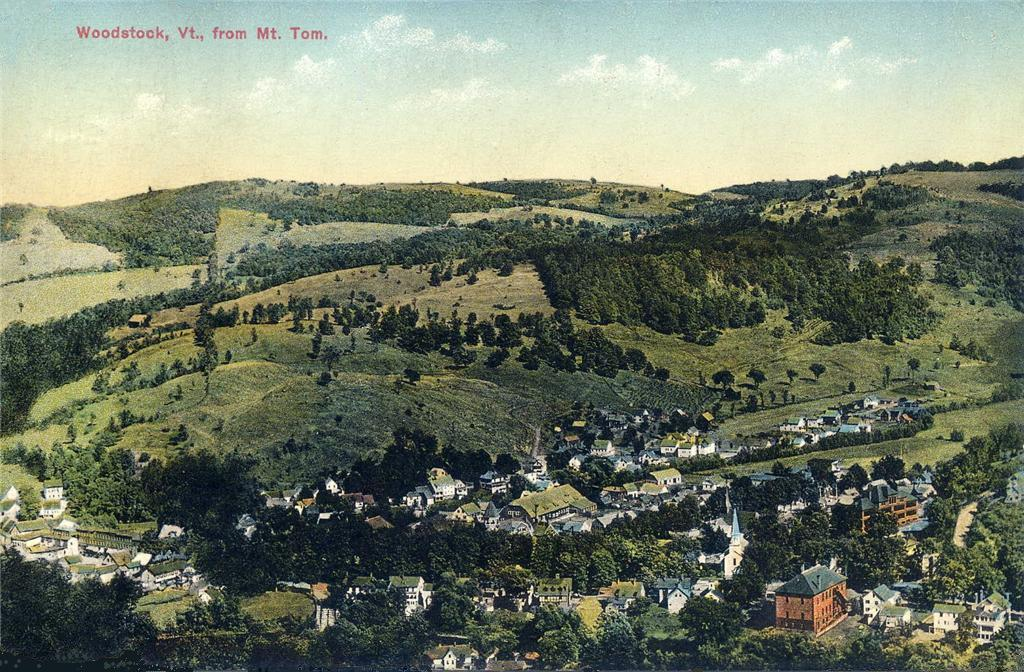

## أعلام
- إيفان اولبرايت
- بنجامين ألين
- كيغان برادلي
- سيلفستر تشورتشل
- حيرام باورز
- فريدريك إتش بيلنغز
- هاري تشيس
- أندرو تريسي
- تشارلز مارش
- نورمان وليامز

## وصلات خارجية
- www.townofwoodstock.org
- The US50 - Cities and Towns in Vermont State
- Vermont Cities and Towns, Facts, Map, Flag, Colleges, Government, and More